# 608-й ближнебомбардировочный авиационный полк
608-й ближне-бомбардировочный авиационный полк — воинское подразделение вооружённых СССР в Великой Отечественной войне. Также может встретиться название 608-й бомбардировочный авиационный полк и 608-й ночной бомбардировочный авиационный полк

## История
Сформирован осенью 1941 года.  Был вооружён самолётами Пе-2. Костяк полка составили опытные лётчики и штурманы 137-го бомбардировочного авиационного полка.
В составе действующей армии с 17.10.1941 по 28.11.1942.
Первый боевой вылет совершил 17.10.1941 года, нанеся удар по железнодорожной станции Куолоярви
Вёл боевые действия в основном в Заполярье, также на советско-финском фронте южнее. Производил бомбардировки вражеских объектов: аэродромов, скоплений войск, транспорта, а также разведку в районах в частности Тикшаозеро,  Повенец,  Медвежьегорск, Кондопога, Ругозеро, Хебуктеня, Луостари,  выделял отдельные звенья для ведения разведки в непосредственное подчинение командования Карельского фронта.
28.11.1942 года расформирован, личный состав и материальная часть обращены на формирование других полков вновь создаваемой 7-й воздушной армии, в основном на комплектование того же 137-го ближне-бомбардировочного авиационного полка.

## Подчинение
| Дата            | Фронт (округ)    | Армия      | Корпус | Дивизия                                        | Примечания |
| --------------- | ---------------- | ---------- | ------ | ---------------------------------------------- | ---------- |
| 01.11.1941 года | Карельский фронт | 14-я армия | -      | 103-я смешанная авиационная дивизия (вероятно) | -          |
| 01.12.1941 года | Карельский фронт | -          | -      | 103-я смешанная авиационная дивизия (вероятно) | -          |
| 01.01.1942 года | Карельский фронт | -          | -      | 103-я смешанная авиационная дивизия (вероятно) | -          |
| 01.02.1942 года | Карельский фронт | -          | -      | 103-я смешанная авиационная дивизия (вероятно) | -          |
| 01.03.1942 года | Карельский фронт | -          | -      | 103-я смешанная авиационная дивизия (вероятно) | -          |
| 01.04.1942 года | Карельский фронт | -          | -      | -                                              | -          |
| 01.05.1942 года | Карельский фронт | 14-я армия | -      | -                                              | -          |
| 01.06.1942 года | Карельский фронт | -          | -      | -                                              | -          |
| 01.07.1942 года | Карельский фронт | -          | -      | -                                              | -          |
| 01.08.1942 года | Карельский фронт | 19-я армия | -      | -                                              | -          |
| 01.09.1942 года | Карельский фронт | -          | -      | -                                              | -          |
| 01.10.1942 года | Карельский фронт | 19-я армия | -      | -                                              | -          |
| 01.11.1942 года | Карельский фронт | 19-я армия | -      | -                                              | -          |

## Командиры
- майор Котов Василий Васильевич (с 26.10.1941, с 24.08.1943 - ком-р 114-го гв. ббап)

## Управление полка
Заместитель командира полка по политической части:
- батальонный комиссар Бутов
- батальонный комиссар Базилевский Анатолий Леонтьевич (с сентября 1942 г.)

Начальник штаба полка:
- майор Бирюков Виктор Владимирович (с октября 1941 г.)

## Отличившиеся воины полка
| Награда | Ф.И.О.                           | Должность                                  | Звание               | Документ о награждении                             | Боевые заслуги                                                                  | Примечания |
| ------- | -------------------------------- | ------------------------------------------ | -------------------- | -------------------------------------------------- | ------------------------------------------------------------------------------- | --- |
|         | Ивашкин, Василий Ильич           | зам. командира эскадрильи                  | майор                | Указ Президиума ВС СССР от 22.02.1943 г.           | 31 боевой вылет                                                                 | погиб 18.05.1942 г. |
|         | Антонов Алексей Михайлович       | стрелок-бомбардир                          | старшина             | Приказ ВС Карельского фронта №329 от 23.06.1942 г. | 22 боевых вылета. В воздушном бою сбил Me-109                                   | |
|         | Афанасьев Сергей Кузьмич         | штурман эскадрильи                         | старший лейтенант    | Приказ ВС Карельского фронта №329 от 23.06.1942 г. | 40 боевых вылетов                                                               | |
|         | Базилевский Анатолий Леонтьевич  | зам. командира полка по политической части | батальонный комиссар | Приказ ВС Карельского фронта №534 от 27.10.1942 г. | 20 боевых вылетов                                                               | погиб 21.11.1944 г. |
|         | Бирюков Виктор Владимирович      | начальник штаба полка                      | майор                | Приказ ВС Карельского фронта №424 от 19.08.1942 г. |                                                                                 | |
|         | Вернюк Александр Дмитриевич      | адъютант эскадрильи                        | старший лейтенант    | Приказ ВС Карельского фронта №329 от 23.06.1942 г  | 23 боевых вылета                                                                | 18.05.1942 г. сбит при выполнении боевого задания в составе экипажа майора В. И. Ивашкина. Во время вынужденной посадки получил тяжелые ушибы, перелом руки и ожоги.              |
|         | Высоцкий, Петр Иосифович         | пилот                                      | старший лейтенант    | Приказ ВС Карельского фронта №329 от 23.06.1942 г  | 31 боевой вылет                                                                 | |
|         | Забелин Георгий Логвинович       | штурман полка                              | майор                | Приказ ВС Карельского фронта №424 от 19.08.1942 г. | 27 боевых вылетов на СБ и 8 боевых вылетов на Пе-2                              | |
|         | Каргальцев Петр Иванович         | зам. командира эскадрильи                  | капитан              | Приказ ВС Карельского фронта №329 от 23.06.1942 г  | 42 боевых вылета                                                                | |
|         | Киселев Николай Михайлович       | стрелок-радист                             | сержант              | Приказ ВС Карельского фронта №424 от 19.08.1942 г. | 36 боевых вылетов                                                               | |
|         | Котов Василий Васильевич         | командир полка                             | майор                | Приказ ВС Карельского фронта №383 от 23.07.1942 г  | 6 боевых вылетов в составе 137-го ББАП и 7 боевых вылетов в составе 608-го ББАП | |
|         | Кочетков Павел Антонович         | пилот                                      | лейтенант            | Приказ ВС Карельского фронта №424 от 19.08.1942 г. | 27 боевых вылетов                                                               | |
|         | Краснов Пётр Иванович            | начальник воздушно-стрелковой службы       | капитан              | Приказ ВС Карельского фронта №424 от 19.08.1942 г. | 29 боевых вылетов                                                               | |
|         | Маркелов Владимир Леонтьевич     | пилот                                      | лейтенант            | Приказ ВС Карельского фронта №424 от 19.08.1942 г. | 42 боевых вылета                                                                | Погиб 29.05.1942 г. |
|         | Миронов Георгий Васильевич       | штурман эскадрильи                         | старший лейтенант    | Приказ ВС Карельского фронта №237 от 01.05.1942 г. | 22 боевых вылета                                                                | |
|         | Мосеевский Василий Алексеевич    | стрелок-бомбардир                          | старший лейтенант    | Приказ ВС Карельского фронта №424 от 19.08.1942 г. | 40 боевых вылетов                                                               | |
|         | Николаев Яков Емельянович        | командир звена                             | старший лейтенант    | Приказ ВС Карельского фронта №237 от 01.05.1942 г. | 30 боевых вылетов                                                               | |
|         | Обвинцев Анатолий Константинович | стрелок-бомбардир звена                    | старший лейтенант    | Приказ ВС Карельского фронта №329 от 23.06.1942 г. | 56 боевых вылетов                                                               | |
|         | Тишин Григорий Васильевич        | командир звена                             | старший лейтенант    | Приказ ВС Карельского фронта №329 от 23.06.1942 г. | 23 боевых вылета                                                                | |
|         | Хромогин Иван Терентьевич        | стрелок-бомбардир                          | старший лейтенант    | Приказ ВС Карельского фронта №424 от 19.08.1942 г. | 21 боевой вылет                                                                 | Погиб в авиакатастрофе 11.08.1943 г. |
|         | Цяук Трофим Андреевич            | комиссар эскадрильи                        | старший политрук     | Приказ ВС Карельского фронта №329 от 23.06.1942 г. | 24 боевых вылета                                                                | |
|         | Якунин Михаил Семенович          | зам. командира эскадрильи                  | майор                | Приказ ВС Карельского фронта №329 от 12.10.1942 г. | 39 боевых вылетов                                                               | 01.06.1942 г. при бомбардировке аэродрома Хебугтен сбит огнем зенитной артиллерии и истребителей противника. Выбросился на парашюте и через семь дней вышел к пограничному посту. |